# Анго (лунный кратер)
Кратер Анго (лат. Ango) — маленький одиночный ударный кратер в горном массиве между Океаном Бурь и Морем Дождей на видимой стороне Луны. Название дано в честь aфриканского мужского имени, утверждено Международным астрономическим союзом в 1976 г.

## Описание кратера
Ближайшими соседями Анго являются кратеры Джехан на северо-востоке, Акис на юго-востоке и Роза на юге. На севере от кратера находится пик Виноградова, на северо-востоке борозда Эйлера, на юго-востоке борозда Ван-Ю и цепочка кратеров Пири. Селенографические координаты центра кратера — 20°29′ с. ш. 32°20′ з. д. / 20,48° с. ш. 32,34° з. д., ширина — 1,1×0,7 км, глубина — 0,13 км.
Кратер имеет удлиненную форму, связанную по всей вероятности с низким углом импакта. Высота вала над окружающей местностью составляет 40 м, объём кратера приблизительно 0,04 км³.

## Сателлитные кратеры
Отсутствуют.